# Črna detelja
Črna detelja (znanstveno ime Trifolium pratense) je travniška rastlina iz družine metuljnic.

## Opis
Črna detelja je trajnica s koreniko, ki zraste od 20 do 40 cm v višino. Ima sedeče cvetove, ki so dolgi od 12 do 15 mm in so brez podpornih listov. Venčni listi so vijolično-rdeče barve. Čašna cev in zobci so poraščeni z drobnimi dlačicami, združeni pa so v gosta kroglasta socvetja. Listi so narobejajčasti ali srčasti, rastejo pa iz enega središča po trije naenkrat. Posamezen listič je dolg od 15 do 30 mm, širok pa od 2 do 15 mm.

## Podvrste
Obstaja sedem podvrst črne detelje:
- Trifolium pratense pratense
- Trifolium pratense americanum
- Trifolium pratense frigidum
- Trifolium pratense maritimum
- Trifolium pratense parviflorum
- Trifolium pratense sativum
- Trifolium pratense villosum

## Razširjenost in uporabnost
Črna detelja je zelo razširjena krmna rastlina, ki jo kmetje sejejo po njivskih strniščih, da obogatijo zemljo z dušikom. Uporablja se tudi kot zdravilna rastlina.